# Alfredo Torero Fernández de Córdova
Alfredo Augusto Torero Fernández de Córdova (Huacho, Huaura, Lima; 10 de septiembre de 1930-Valencia, España; 19 de junio de 2004) fue un antropólogo y lingüista peruano que estableció la lingüística andina en el Perú con su artículo «Los dialectos quechuas», publicado en 1964. Investigó no solo desde el gabinete de estudio y las fuentes bibliográficas, sino también hizo trabajo de campo en contacto con las comunidades en indagación. Además de estudiar, analizar y describir las lenguas quechua, cholona y aimara, también describió lenguas extintas como la mochica, la puquina y la quingnam.

## Biografía
Inició sus estudios escolares en el colegio San José de los Hermanos Maristas en Huacho. Luego, el reconocido lingüista demostró su vocación por esta especialidad cuando terminó sus estudios secundarios como alumno del colegio Nacional de Nuestra Señora de Guadalupe, donde descubrió y comprobó la gran diversidad de lenguas que coexistían entre sus compañeros provenientes de casi todas las provincias del Perú que residían como estudiantes del internado.
Torero convirtió esta inquietud sociocultural en todo un reto académico cuando fue estudiante de la Facultad de Letras y Ciencias Humanas de la Universidad Nacional Mayor de San Marcos, en la que se graduó a inicios de la década del sesenta, para luego viajar a Francia, donde siguió el doctorado en la Universidad de París. Allí obtuvo el doctorado en 1965, bajo la dirección del lingüista André Martinet, con su tesis Le puquina, la troisième langue générale du Pérou.
De regreso al Perú no solo se dedicó por completo a la docencia y la investigación en la Universidad Nacional Mayor de San Marcos, sino también se vinculó a grupos y organizaciones campesinas y amazónicas, a fin de reivindicar y preservar sus lenguas y derechos ciudadanos, fue un fervoroso defensor de los derechos del pueblo y la comunidad universitaria. Durante la década de los ochenta, Torero Fernández de Córdova se convirtió en un referente académico en San Marcos. Quizá ello influyó y determinó su elección como vicerrector administrativo de esta universidad durante el período 1985-1990.
Fue detenido por la Dirección contra el Terrorismo, rama de la Policía Nacional del Perú en la casa de su pareja de entonces, la doctora Ruth Shady en 1990, acusado de formar parte del movimiento terrorista Sendero Luminoso.[cita requerida] Se vio obligado a abandonar el país, y desde entonces se le impidió regresar con procesos penales abiertos con orden de detención.[cita requerida]
El lingüista radicaba en los Países Bajos en condición de asilado político. Finalmente estableció su residencia en España, en la ciudad de Valencia, donde no solo prodigó conocimientos sino que también supo ganarse el reconocimiento de profesores y alumnos de las universidades de Valencia, Salamanca y Valladolid. 
Fue autor de la segunda y más completa clasificación lingüística del quechua en su obra «Los dialectos quechuas» de 1964. Este trabajo apareció un año después de la clasificación que hiciera Gary Parker en 1963; ambas investigaciones fueron realizadas de manera independiente. Entre sus obras destacan Dialectología quechua, Lengua callahuaya, El quechua de Huarochirí en los textos de Francisco de Ávila (1966), El quechua y la historia social andina (1974) y El puquina, tercera lengua general del Perú. Su última publicación fue Idioma de los Andes. Lingüística e historia, publicada en Lima, en 2002.

## Algunas publicaciones
- "Los dialectos quechuas". Anales Científicos de la Universidad Agraria, 2, pp. 446-478. Lima, 1964.
- Le Puquina, la troisième langue générale du Pérou (tesis doctoral inédita). París, Universidad de París, 1965.

- "Lingüística e historia de la Sociedad Andina", Anales Científicos de la Universidad Agraria, VIII, 3-4. Lima, 1970.

- El quechua y la historia social andina. Lima, Universidad Ricardo Palma. 240 p., 1974.

- "La familia lingüística quechua". En: Pottier, Bernard (ed.) América Latina en sus lenguas indígenas. Caracas; Monte Ávila Editores, C.A. pp. 61-92., 1983.

- "El comercio lejano y la difusión del quechua. El caso del Ecuador". Revista Andina, pp. 367-402, Cusco, 1984.

- "Áreas toponímicas e idiomas en la sierra norte peruana: un trabajo de recuperación lingüística". En: Revista Andina, pp. 217-257, Cusco, 1986.

- "Procesos lingüísticos e identificación de dioses en los Andes centrales". En: Revista Andina, pp. 237-263, Cusco, 1990.

- "Los sibilantes del quechua yunga y del castellano en el siglo XVI". En: Calvo Pérez, Julio (ed) Estudios de lengua y cultura amerindias I, Valencia: Universidad de Valencia, Departamento de teoría de los lenguajes, p. 241-254, 1994.

- "Entre Roma y Lima: El Lexicón quichua de fray Domingo de Santo Tomás [1560]". En: Zimmermann, Klaus (ed). La descripción de las lenguas amerindias en la época colonial (Bibliotheca Ibero-Americana, 63), pp. 271-290. 1997.

- "El marco histórico-geográfico en la interacción quechua-aru". En: Dedenbach-Salazar Sáenz, Sabine; Arellano Hoffmann, Carmen; König, Eva; Prümers, Heiko (ed) 50 años de estudios americanistas en la Universidad de Bonn: nuevas contribuciones a la arqueología, etnohistoria, etnolingüística y etnografía de las Américas = 50 years americanist studies at the University of Bonn: new contributions to the archaeo (Bonner Amerikanistische Studien, 30 / Estudios americanistas de Bonn, 30), pp. 601-630. 1998.

- Idiomas de los Andes. Lingüística e historia. Lima, Editorial Horizonte-IFEA. 565 p. 2002.